# Barton Lynch
Barton Lynch (Sydney, 9 agosto 1963) è un surfista australiano.
Al suo debutto nell'ASP world tour figurava già tra i migliori 16 atleti al mondo. Nel 1987 riuscì ad arrivare 3°, per poi vincere la massima competizione del surf un anno dopo. Nel 1999 si è ritirato dalle competizioni ufficiali, e ora pratica il surf unicamente per divertimento.